# SV Saxonia Bernsbach
SV Saxonia Bernsbach is een Duitse voetbalclub uit Bernsbach, Saksen.

## Geschiedenis
De club werd in 1910 opgericht en was aangesloten bij de Midden-Duitse voetbalbond. De club promoveerde in 1924 naar de Gauliga Erzgebirge, een van de vele competities van de Midden-Duitse bond. Na twee seizoenen volgde een degradatie en opnieuw twee seizoenen later een nieuwe promotie. Nadat de club in 1930 vicekampioen werd achter Viktoria Lauter kon de club in 1931 de titel winnen. Hierdoor plaatste de club zich voor de Midden-Duitse eindronde en kreeg hier een pak rammel van 1.Vogtländischer FC Plauen, het werd 10-1. In 1932 verlengde de club de titel, maar kreeg in de eindronde opnieuw een opdoffer, nu verloren ze met 1-6 van Dresdner SC. Het volgende seizoen werd de club derde. 
In 1933 werd de competitie geherstructureerd. De Midden-Duitse bond werd ontbonden en de vele competities werden vervangen door de Gauliga Mitte en Gauliga Sachsen. De clubs uit het Ertsgebergte werden te licht bevonden voor de Gauliga Sachsen. De competitie ging verder als 1. Kreisklasse Erzgebirge (derde klasse). Het is niet bekend of de club zich wel voor de Bezirksklasse plaatste.  Saxonia kwalificeerde zich hier niet voor en slaagde er ook later niet in te promoveren.

## Erelijst
Kampioen van het Ertsgebergte
1931, 1932